# Józef Wilkoński
Józef Wilkoński herbu Odrowąż – szambelan Jego Królewskiej Mości, kasztelanic krzywiński, cześnik poznański, poseł województwa kaliskiego na Sejm Czteroletni w 1790 roku, członek Zgromadzenia Przyjaciół Konstytucji Rządowej.